# ماوسه
ماوسه (به عربی: ماوسة) یک شهرداری در الجزایر است که در استان معسکر واقع شده‌است.
 ماوسه  ۱۸٬۱۰۴ نفر جمعیت دارد.